# ボウモア蒸溜所

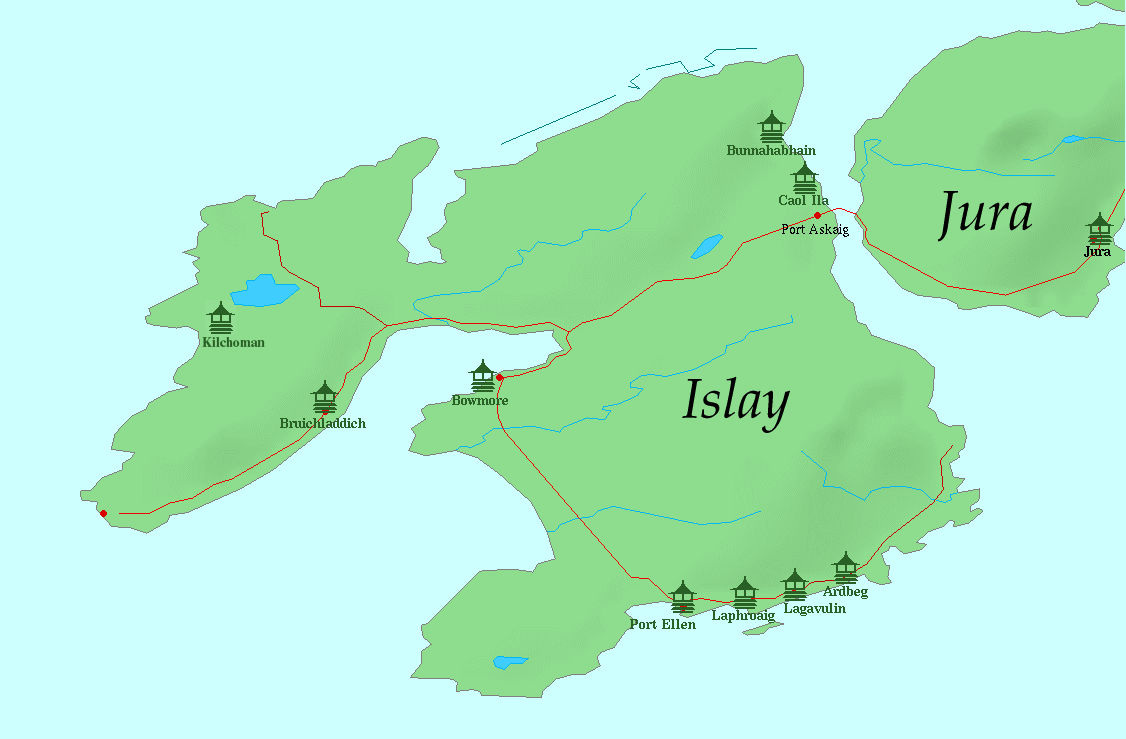
ボウモア蒸溜所はアイラ島のインダール湾を望む位置に建つ(図の中央部)

ボウモア蒸溜所（ボウモアじょうりゅうじょ、Bowmore Distillery）は、スコットランドのアイラ島のボウモアにあるスコッチ・ウイスキーの蒸留所。

## 歴史
ボウモア蒸溜所は、アイラ島の商人、デイビッド・シンプソンによって1779年に設立された。多くの蒸留所があるアイラ島の中でも最古の歴史を持ち、現存するスコッチウイスキーの蒸留所としてもグレンタレット蒸留所に次ぐ2番目の古さである。なお「ボウモア」はゲール語で「大きな岩礁」を意味する。
経営が悪化してからはオーナーが替わり続け、1837年にジェームズ&ウィリアム・マッター社に、1892年にイングランドの起業家グループが設立したボウモアディスティラリー社に、1925年にJ・B・シェリフ社に、1949年にグリコール社に、1963年にスタンレー・P・モリソン社へと所有権が移った。モリソン社は翌1964年に蒸留所を拡張して増産を始める。この1964年蒸溜の原酒は「奇跡のヴィンテージ」と呼ばれて高く評価されている。それまでポットスチルの加熱は石炭直火式で行われていたが、この拡張によって蒸気式に変更された。なお、第二次世界大戦中には英海軍の飛行艇の訓練基地として使われていた。
その後ふたたび経営が悪化したため、蒸留はあまりしておらず、熟成に用いる樽も古いものを再利用するような状況だったが、1989年に日本の酒類メーカーサントリー（現：サントリーホールディングス）による30%の資本参入を経て、1994年7月に完全子会社化される。以降サントリーがボウモア蒸溜所のオーナーである。サントリーは資本参入後、経営の建て直しを実施した。サントリーがオーナーであることから、日本から輸出される山崎ならびに白州のイギリス国内の発売元も担当している。2014年にはサントリーがビーム社を買収したため、ボウモアを含むスピリッツ事業はビーム サントリー（現：サントリーグローバルスピリッツ）に移管された。

## 製造

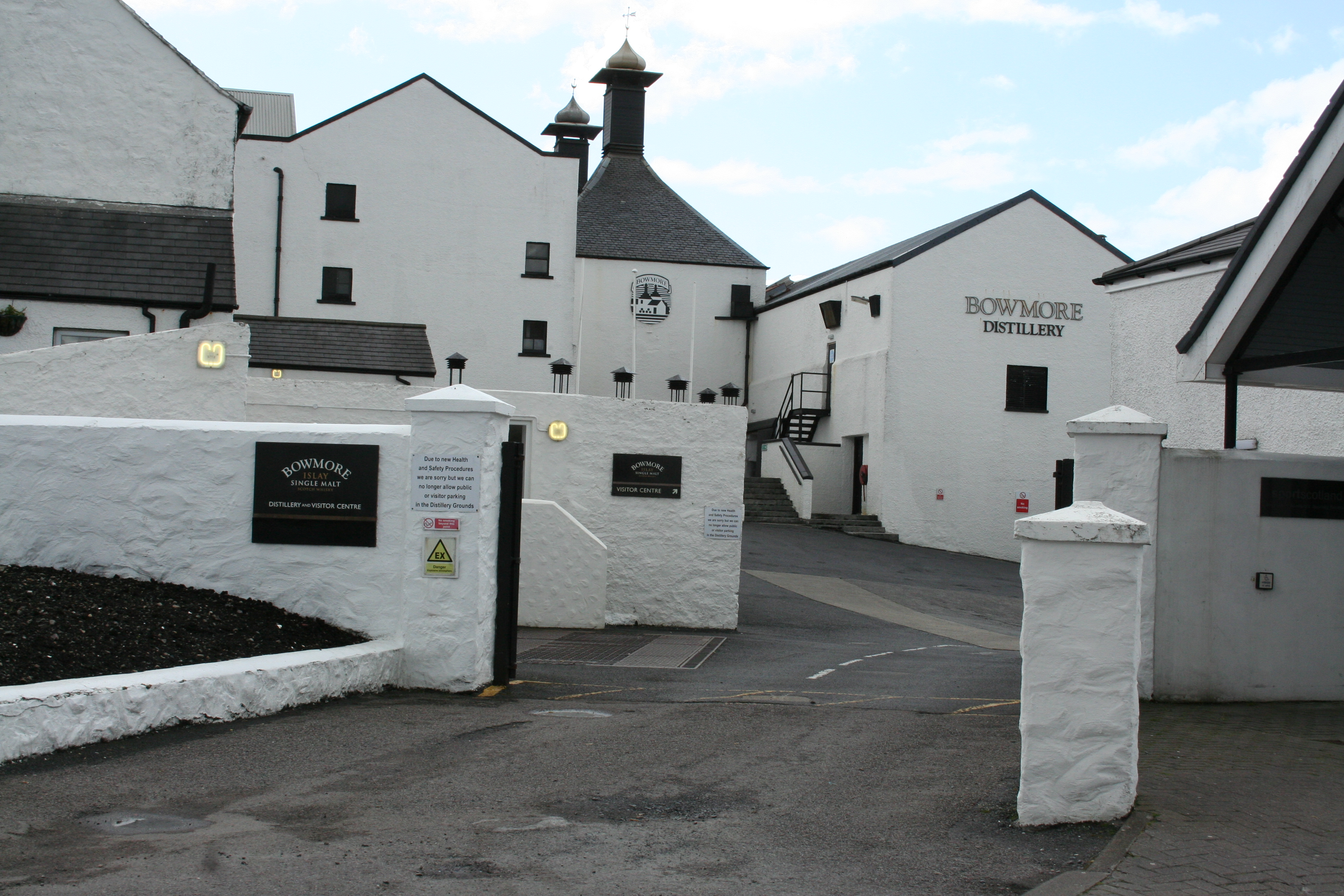
特徴的な双塔のキルン塔。画像中央上部。

現在でもフロアモルティングによる製麦を自社で行っている珍しい蒸留所で、使用する麦芽のおよそ30%が賄われている。フェノール値は25～30 ppmと、アイラ島のウイスキーとしては平凡な数値である。残りの70%はイギリス本土の業者であるシンプソンズ社から仕入れている。
製麦に使用するピートは自社で切り出したもの。ラフロイグ蒸溜所などが使う海辺近くで採掘されたヨード臭（海っぽさ）の強いピートとは異なり、島の中央部の高台で採掘するため、やや乾いたような穏やかなピートスモークが特徴である。

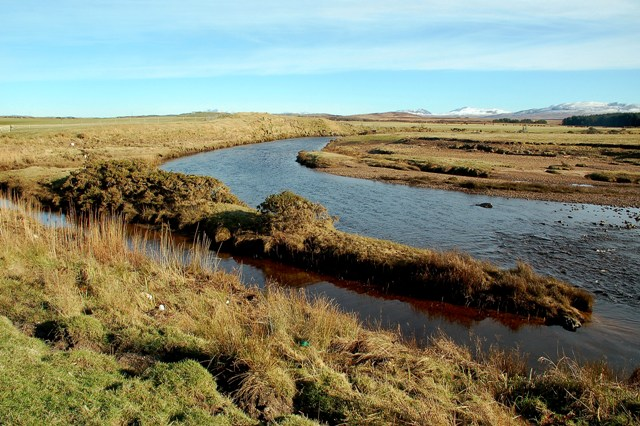
ラーガン川。仕込み水に使われる。

仕込みの工程では、1回あたり8トンの麦芽（うち2.5トンは自家製の麦芽）を使う。仕込みに用いる水はアイラ島最大の川であるラーガン川から採取している。この川は鉄分を含む岩から湧出しており、かつ土壌からピートの成分を取り込むため、色は黒く、かなりピートの風味も強い。
マッシュタンはステンレス製で、過去にジュラ蒸留所で使われていた。1回あたり4万リットルの麦汁ができる。
発酵に使うウォッシュバックはオレゴンパイン製のものが6基あり、1回の仕込みでできた麦汁を1基のウォッシュバックに移して発酵される。発酵時間は60時間と90時間の2パターンだが、できあがるもろみのアルコール度数はいずれも約8%。
蒸留に用いられるポットスチルは初留器、再留器それぞれ2基ずつあり、どちらもストレートヘッド型である。冷却機構は一般的なシェル&チューブを用いている。特筆すべきこととして、再留時のミドルカットが71-68.8%と短めであり、アイラ島のウイスキーとしてはフェノール香が控えめになっている。
生産能力は年間約200万リットル。

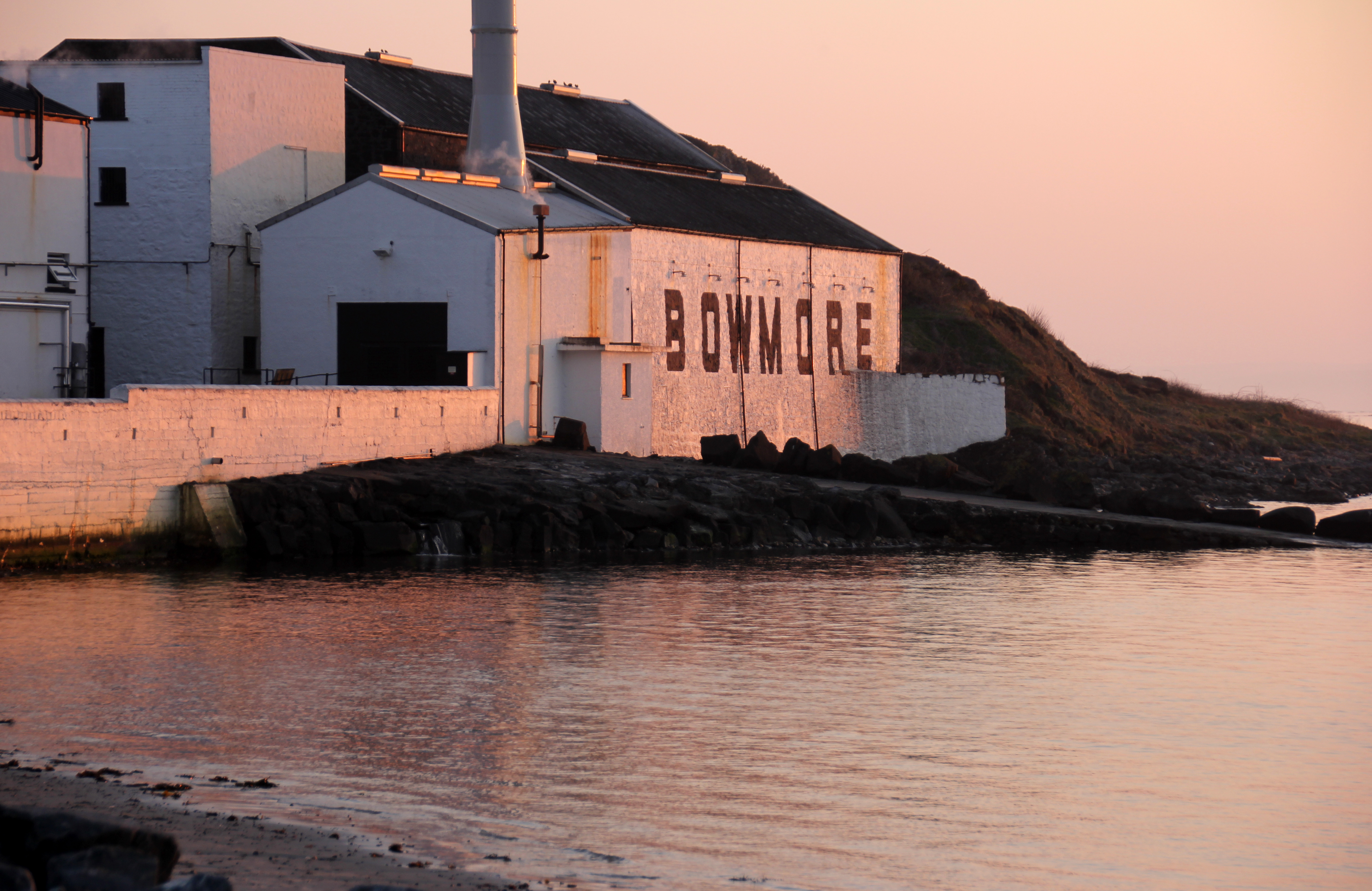
壁面に"BOWMORE"と書いてある建物が第一熟成庫。

樽詰め度数は63.5%で、原酒のうちおよそ3割はシェリー樽によって熟成される。熟成庫はダンネージ式2棟とラック式1棟がある。

### 第一貯蔵庫
第一貯蔵庫（No.1 Vaults）は、海にせり出すように建てられている熟成庫で、壁面の下部はインダール湾の満潮時の海水面よりも低い「潮かぶり」の位置にある。内部はダンネージ式で、室内に湿気が籠もることから天使の取り分が少なく、長期間の熟成に向いているとされている。
また、近年では「ボウモア ヴォルト」や「ボウモア ナンバーワン」など、第一貯蔵庫で熟成させた原酒を使ったことを謳った商品が複数展開されている。

## 製品

### 現行のラインナップ

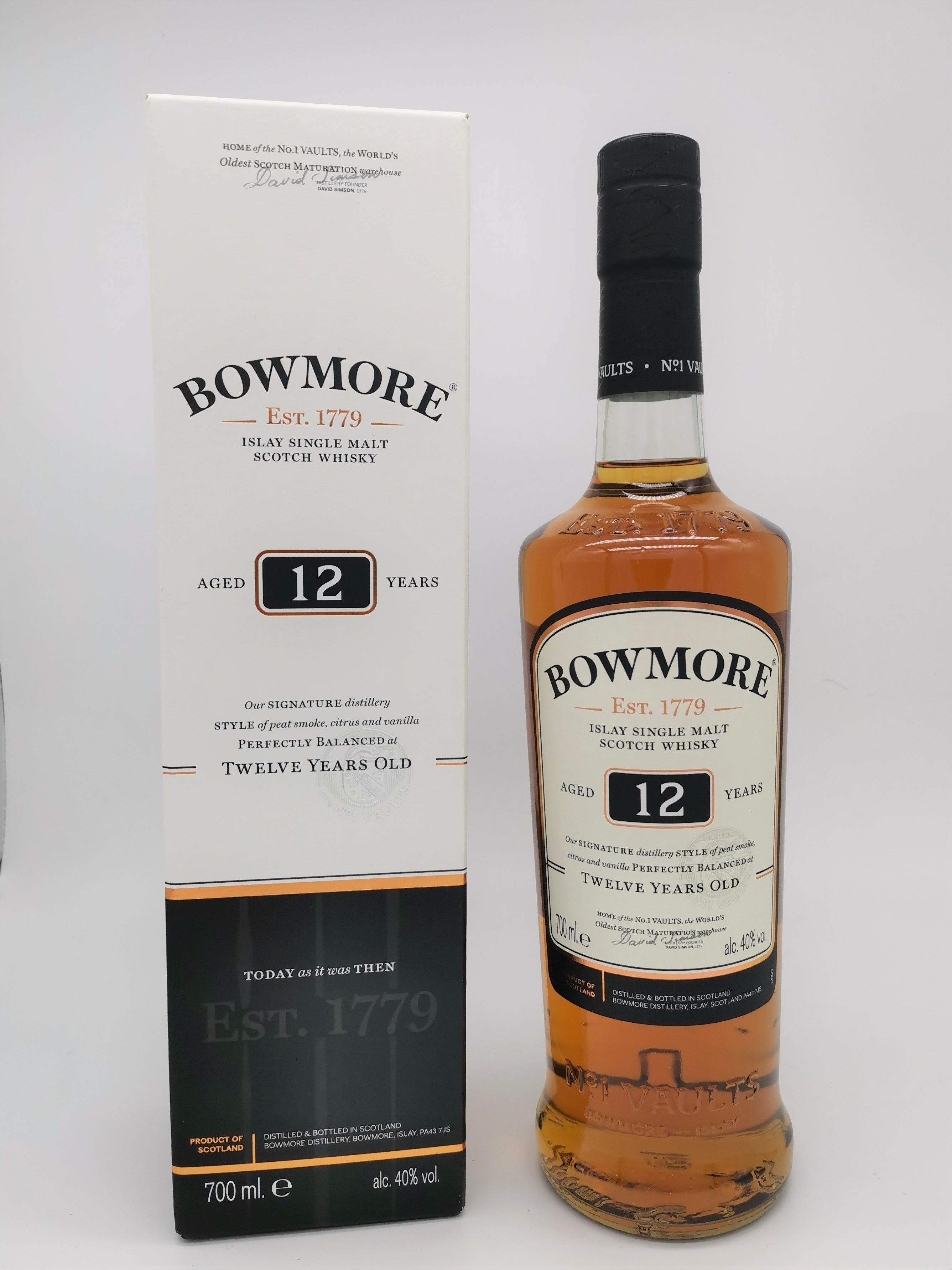
ボウモア12年

ボウモア 12年
バーボン樽原酒とシェリー樽原酒をブレンドした、蒸留所を代表するスタンダード製品。700 ml、40%。
ボウモア 15年
バーボン樽で12年、オロロソシェリー樽で3年熟成させた原酒を使用している。700 ml、40%。
ボウモア 18年
シェリー樽原酒の割合を高めている。700 ml、40%
ボウモア ナンバーワン
ファーストフィルのバーボン樽のみを使用し、第一貯蔵庫で熟成させた原酒を使用している。

### 主な限定品
ブラックボウモア
1964年に蒸留され、ファーストフィルのオロロソシェリーバットで熟成された原酒のみをボトリングしたシリーズ。1993年に初めて29年熟成の「ファーストエディション」としてリリースされると、その後1994年に「セカンドエディション」、1995年に「ファイナルエディション」、2007年に「フォースエディション」、2016年に「ファイナルカスク」の計5種類、合計でおよそ6,000本がリリースされた。2020年には自動車メーカー、アストンマーティンとのコラボで「ブラックボウモア DB5 1964」がリリースされた。これは蒸留所に1995年の「ファイナルエディション」が27本だけ残っており、それを特製ボトルに詰め替えて販売された。限定25本。価格は5万ポンド（およそ700万円）。本シリーズはコレクターズアイテムとして高い人気があり、2021年にオークション会社のサザビーズでファーストエディションからファイナルカスクまでの5本セットが出品された際は、4,375,000香港ドル（およそ7,500万円）で落札された。

### 使用されているブレンデッドウイスキー
- ビッグピート（英語版）[31](ブレンデッドモルト)
- ロブ ロイ（ROB ROY）[32]

## 評価
そのエレガントな風味から「アイラモルトの女王」と評され、アイラ島のシングルモルトではラフロイグ、ラガヴーリンに次ぐ販売量3位を誇っている。
評論家のマイケル・ジャクソンはボウモアのハウススタイルを「スモーキー、葉っぱのような特徴（シダ？）と海風の特徴をもつ。熟成年数の若いものは食前酒、長いものは食後酒。」と評している。
また、アイラ島の蒸留所の中で唯一エリザベス2世女王が訪問しており、その時には専用のウイスキー樽を作って歓迎、その後も倉庫の奥に飾っている。一般に船舶や艦船の進水式、命名式では、シャンパンやワインのボトルを新しい船にぶつけて船と乗組員の安全を祈るが、2014年に行われた空母クイーン・エリザベスの命名式ではボウモアが選ばれ、エリザベス2世の手により割られた。